# Georgenkirche (Flöha)

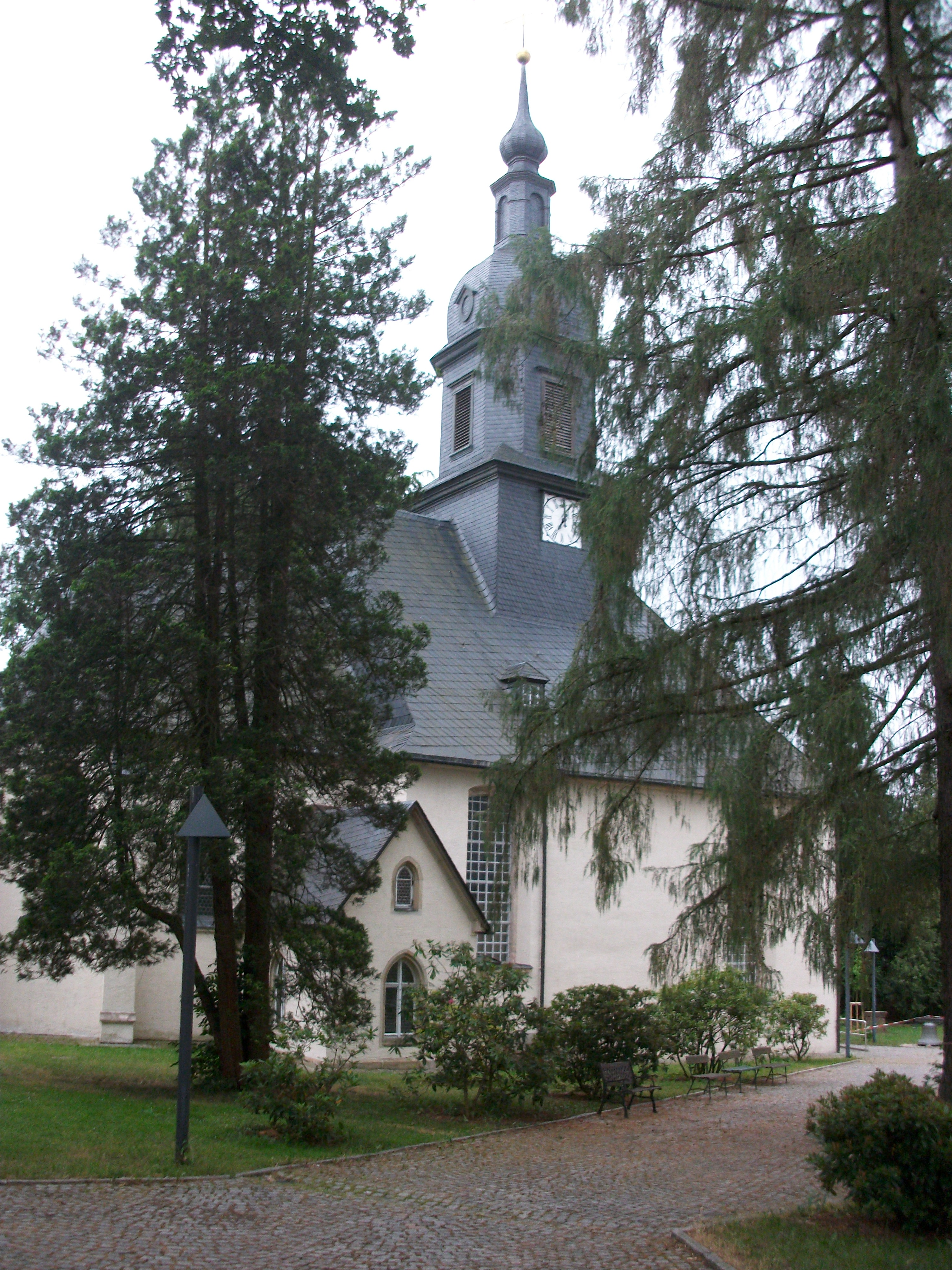
Evangelisch-lutherische Georgenkirche Flöha

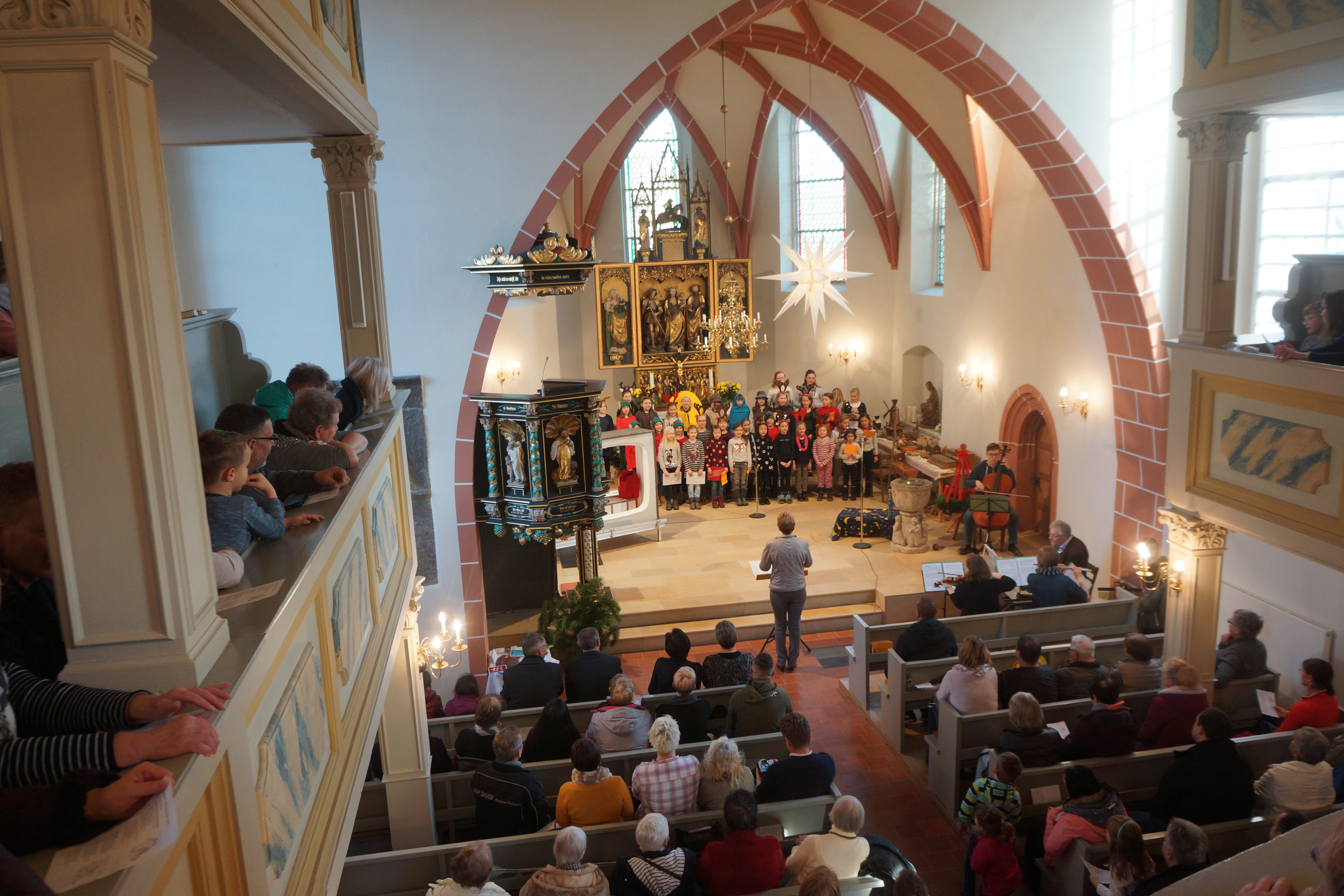
Innenansicht

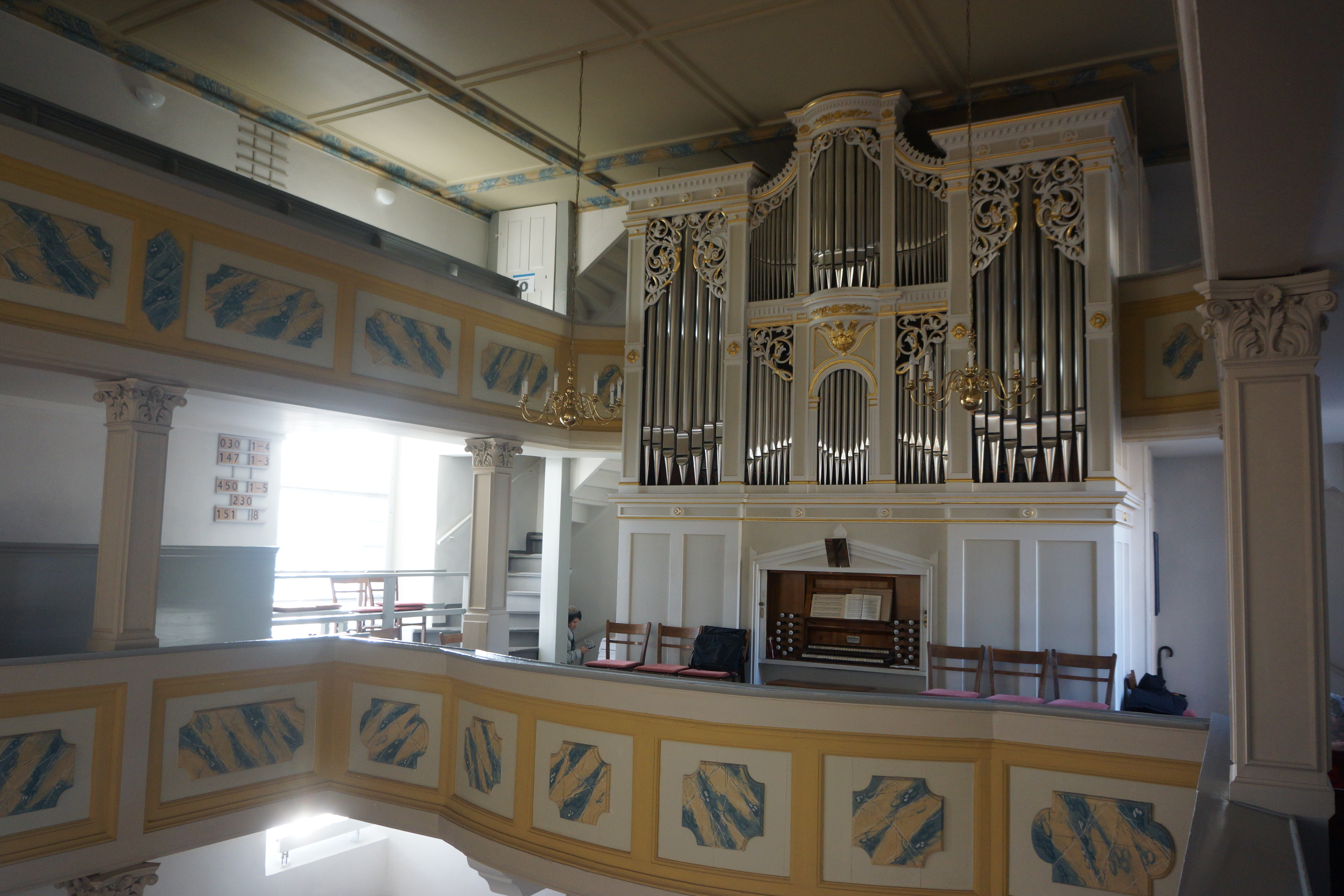
Blick zur Orgel

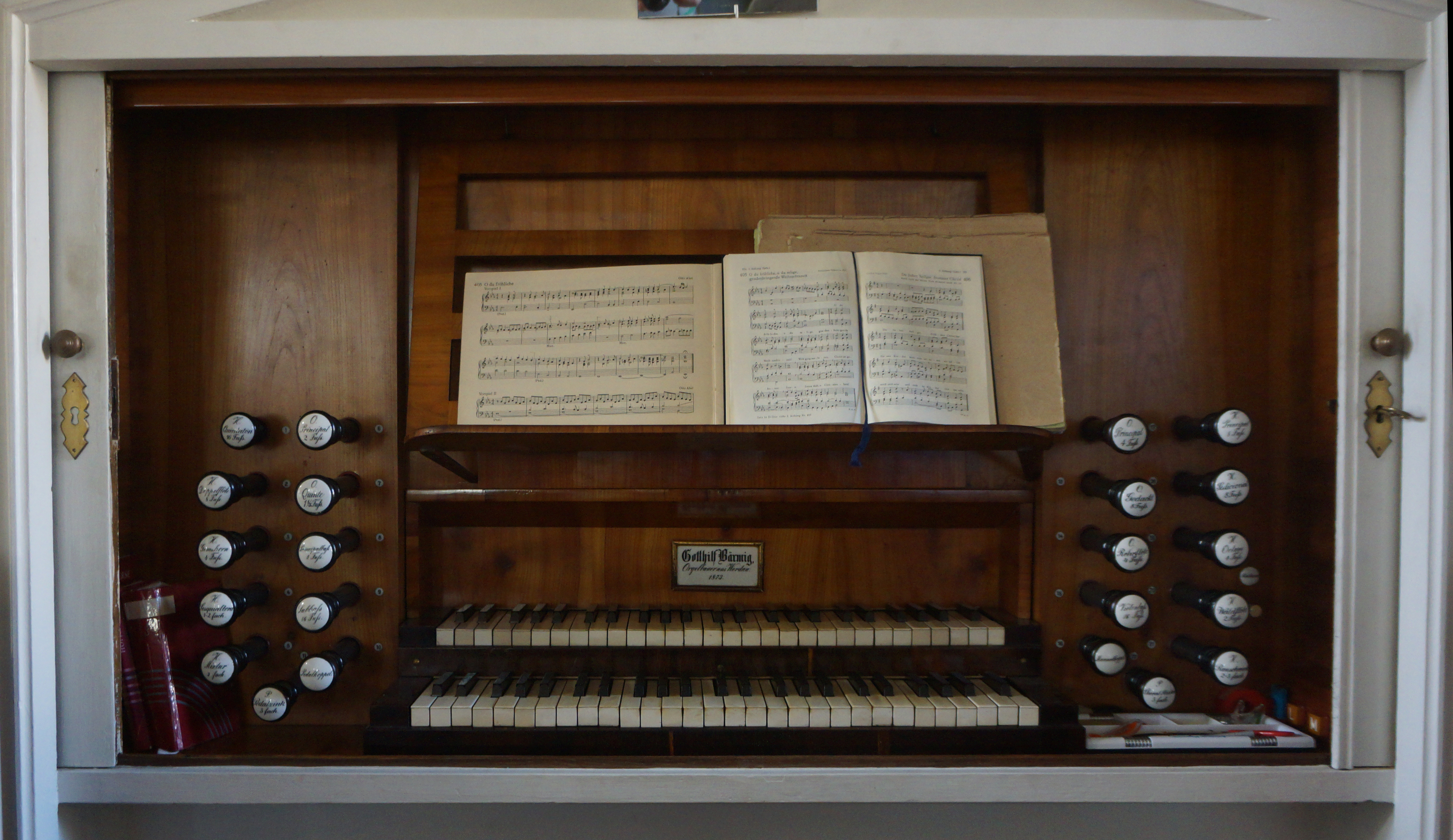
Spieltisch

Die evangelische Georgenkirche ist eine im Kern romanische, barockisierte Saalkirche mit gotischem Chor in Flöha im Landkreis Mittelsachsen. Sie gehört zur Kirchengemeinde Flöha-Niederwiesa im Kirchenbezirk Marienberg der Evangelisch-Lutherischen Landeskirche Sachsens.

## Geschichte und Architektur
Die Kirche ist im Kern vermutlich eine romanische Saalkirche, der gegen Ende des 15. Jahrhunderts ein Chor angebaut wurde und die im Jahr 1741 den heutigen Saal erhielt. Das Bauwerk ist in verputztem Bruchsteinmauerwerk ausgeführt und endet in einem dreiseitig geschlossenen Chor mit Strebepfeilern und Spitzbogenfenstern; die Gliederungen sind in Porphyr ausgeführt. Über dem Saal wurde ein schwerer verschieferter Dachreiter aufgeführt. Die Anbauten an der Nord- und Südseite des Chores wurden als Sakristei und Lehngerichtskapelle erbaut und im Jahr 1880 erneuert. Das Spitzbogenportal der Sakristei ist mit verschränktem Stabwerk geziert.
Der Saal wird durch eine Holzkassettendecke abgeschlossen. An drei Seiten sind Emporen angeordnet, die Emporen an der Nord- und Südseite sind zweigeschossig ausgebildet, die Orgelempore ist konvex. Der über einen Chorbogen angeschlossene Chor ist mit einem Sterngewölbe geschlossen. 

## Ausstattung
Das Hauptstück der Ausstattung ist ein prächtiger Flügelaltar aus der Zeit um 1510 von einem unbekannten Meister des Flöhaer Altars, der nach diesem Altar seinen Notnamen erhielt. Die in den Jahren 1880 und 1983 restaurierten Gemälde entstanden möglicherweise in der Werkstatt des Hans von Cöln, von dem die Gemälde des Altars der Kirche Ehrenfriedersdorf stammen. In der Predella ist ein Relief der Vierzehn Nothelfer zu sehen, im Schrein eine Mondsichelmadonna zwischen den Heiligen Georg und Martin. Auf den Flügeln finden sich Darstellungen von Anna selbdritt und dem heiligen Wolfgang, auf den gemalten Außenseiten Johannes der Täufer und Maria Magdalena. Im hohen Gesprenge sind die Heiligen Georg und seitlich Hieronymus und Laurentius dargestellt.
Die reich geschnitzte Kanzel mit der Jahreszahl 1676 ist mit dicken Blatt- und Fruchtgehängen verziert; der oktogonale Korb ist mit Reliefs der Evangelisten ausgestattet. Die wohlgestaltete Taufe aus Sandstein wurde 1595 von Michael Hegewald geschaffen und war früher farbig gefasst. Sie ist mit einer Kuppa in Kelchform versehen und zeigt am Fuß vier betende Kinder.
Ein Grabdenkmal des 17. Jahrhunderts aus Sandstein erinnert an eine Frau Richter und ihren Sohn Gabriel, ist mit einem großen Inschriftfeld und einer lebensgroßen Darstellung der unter dem Kreuz knienden Stifter versehen.
Die Orgel ist ein Werk von Johann Gotthilf Bärmig aus dem Jahr 1873 mit 18 Registern auf zwei Manualen und Pedal, wurde um 1955 verändert und 2015 restauriert, wobei das ursprüngliche Klangbild soweit möglich wieder hergestellt und ein neuer Zinnprospekt eingebaut wurde.